# Paul Manafort
Paul Manafort (plným rodným jménem Paul John Manafort Jr.; * 1. dubna 1949) je americký konzervativní politický konzultant, lobbista a právník. Pracoval na řadě volebních kampaní republikánských politiků, včetně prezidentských kampaní Gerarda Forda, Ronalda Reagana, Boba Dolea a George W. Bushe. Od června do srpna 2016 vedl prezidentskou kampaň Donalda Trumpa.

## Život
V roce 1980 založil lobbistickou firmu Black, Manafort & Stone se sídlem ve Washington, D.C. spolu s Charlesem R. Blackem Jr. a Rogerem J. Stonem. V roce 1984 se k nim přidal Peter G. Kelly.
Manafort často lobboval ve prospěch zahraničních lídrů. Mezi jeho klienty patřil ukrajinský prezident Viktor Janukovyč, bývalý diktátor Filipín Ferdinand Marcos, bývalý diktátor Zairu Mobutu Sese Seko a angolský vůdce partyzánů Jonas Savimbi. Lobbování za zájmy cizích států vyžadovalo registrace u ministerstva spravedlnosti podle Foreign Agents Registration Act (FARA), což k 27. červnu 2017 učinil a se zpětnou platností se registroval jako zahraniční agent.
Dne 27. října 2017 byli Manafort a jeho obchodní partner Rick Gates obžalováni z několika bodů na základě jejich konzultantské práce poskytnuté proruské vládě Viktora Janukoviče na Ukrajině předtím, než byl v roce 2014 svržen. Obžaloba byla vznesena speciálním týmem vedeným Robertem Muellerem. V červnu 2018 byly přidány další body obžaloby v souvislosti s obstrukcemi a ovlivňování svědků, které se údajně stalo, když byl v domácím vězení.
V srpnu 2018 byl usvědčený v 8 bodech obžaloby týkající se daňových a bankovních podvodů. Dalších 10 bodů nebylo uznáno kvůli vadnému soudnímu řízení. Manafort přiznal vinu ve dvou bodech obžaloby z konspirace, zpronevěry, ovlivňování svědků a souhlasil se spoluprací.
V listopadu 2018 Mueller nahlásil, že Manafort porušil svojí podmínky dohody a opakovaně lhal vyšetřovatelům, což vedlo v únoru 2019 ke zrušení dohody. V březnu 2019 byl odsouzen k 47 měsícům ve vězení. V březnu 2019 byl trest rozšířen o dalších 43 měsíců. Několik minut po rozsudku ho obvinili státní prokurátoři z New Yorku z dalších 16 trestných činů. Obvinění byla v prosinci 2019 zrušena, jelikož by se jednalo o opakované stíhání.
Senátní zpravodajská komise (Senate Intelligence Committee), v té době s republikánskou většinou, rozhodla v srpnu 2020, že Manafortovy vazby na jedince napojené na ruskou výzvědnou službu v době, kdy byl vedoucím Trumpovy prezidentské kampaně, znamenalo „závažné riziko kontrašpionáže“ tím, že vytvářelo příležitosti k tomu, aby ruská rozvědka mohla ovlivňovat Trumpovu kampaň a získávat tajné informace.
V květnu 2020 byl Manafort propuštěn do domácího vězení kvůli hrozbě nákazy covidem-19. V prosinci 2020 mu udělil Donald Trump, tehdejší prezident Spojených států, milost.